# Saison 1999-2000 de la Jeunesse sportive de Kabylie
Maillots
Chronologie
Saison précédente Saison suivante
Cet article traite de la saison 1999-2000 de la Jeunesse sportive de Kabylie. Les matchs se déroulent essentiellement en Championnat d'Algérie de football 1999-2000, mais aussi en Coupe d'Algérie de football 1999-2000 et en Coupe de la CAF 2000.

## Résumé de la saison 1999-2000
La JS Kabylie se qualifie pour les 1/4 de finale de la Coupe de la CAF qui se dérouleront la saison prochaine car la compétition se joue sur l'année civile.
Niveau championnat, le club se classe 6e avec 29 points, ce qui constitue la 3e pire performance de son histoire, et la JSK aura une différence de but négative, pour la septième fois depuis sa création.
La JSK arrivera en demi-finale de la Coupe d'Algérie avant d'être stoppée par le WA Tlemcen, malgré une victoire 2-0 à domicile.

## Mercato estival 2000
Arrivées
- Said Kaidi
- Brahim Zafour
- Slimane Raho
- Rahim Meftah
- Mohamed Meghraoui
- Mounir Dob
- Lounes Bendahmane

Départs
- Non disponible

## Effectif (1999-2000)
| No | Nom                  | Poste     | Date de naissance | Nationalité |
| -- | -------------------- | --------- | ----------------- | ----------- |
| ?  | Said Kaidi           | Gardien   | 20 janvier 1977   | Algérie     |
| 1  | Lounes Gaouaoui      | Gardien   | 28 septembre 1977 | Algérie     |
| 3  | Abdelazziz Benhamlat | Défenseur | 22 mars 1974      | Algérie     |
| 5  | Brahim Zafour        | Défenseur | 30 novembre 1977  | Algérie     |
| 2  | Slimane Raho         | Défenseur | 20 octobre 1975   | Algérie     |
| 20 | Rahim Meftah         | Défenseur | 15 août 1980      | Algérie     |
| 4  | Noureddine Drioueche | Défenseur | 27 octobre 1973   | Algérie     |
| 16 | Nassim Hamlaoui      | Milieu    | 25 février 1981   | Algérie     |
| ?  | Mohamed Maghraoui    | Milieu    | 30 octobre 1976   | Algérie     |
| ?  | Hakim Boubrit        | Milieu    | 9 août 1975       | Algérie     |
| 6  | Farouk Belkaid       | Milieu    | 14 novembre 1977  | Algérie     |
| ?  | Fawzi Moussouni      | Attaquant | 8 avril 1972      | Algérie     |
| 9  | Mounir Dob           | Attaquant | 1er février 1974  | Algérie     |
| 8  | Lounes Bendahmane    | Attaquant | 3 avril 1977      | Algérie     |
| 10 | Hakim Medane         | Attaquant | 5 septembre 1966  | Algérie     |

## Championnat d'Algérie 1999-2000

### Classement
| Pl. | Club           | Points | Joués | V  | E  | D  | bp | bc | +/- |
| --- | -------------- | ------ | ----- | -- | -- | -- | -- | -- | --- |
| 1er | CR Belouizdad  | 47     | 22    | 14 | 5  | 3  | 41 | 21 | +20 |
| 2e  | MC Oran        | 38     | 22    | 10 | 8  | 4  | 41 | 20 | +21 |
| 3e  | MO Constantine | 38     | 22    | 11 | 5  | 6  | 28 | 20 | +8  |
| 4e  | WA Tlemcen     | 33     | 22    | 8  | 9  | 5  | 34 | 23 | +11 |
| 5e  | ES Setif       | 30     | 22    | 8  | 6  | 8  | 31 | 34 | -3  |
| 6e  | JS Kabylie     | 29     | 22    | 7  | 8  | 7  | 21 | 24 | -3  |
| 7e  | USM Blida      | 26     | 22    | 6  | 8  | 8  | 26 | 29 | -3  |
| 8e  | CA Batna       | 26     | 22    | 7  | 5  | 10 | 23 | 33 | -10 |
| 9e  | USM Annaba     | 24     | 22    | 6  | 6  | 10 | 22 | 36 | -14 |
| 10e | JSM Béjaïa     | 23     | 22    | 6  | 5  | 11 | 16 | 24 | -8  |
| 11e | MC Alger       | 22     | 22    | 4  | 10 | 8  | 18 | 25 | -8  |
| 12e | USM Alger      | 21     | 22    | 6  | 3  | 13 | 15 | 27 | -12 |

|  | Ligue des Champions Africaine, premier tour                                                          |
|  | Coupe de la CAF                                                                                      |
|  | Ligue des Champions Arabe, (#4 et #5)                                                                |
|  | Coupe de la CAF, (Coupe d'Algérie*)                                                                  |
|  | Relégation en Division 2                                                                             |
|  | (T) : Tenants du titre (V): Vice-champions (P) : Promus 2006 (CdA) : Vainqueur de la Coupe d'Algérie |

### Matchs
| Nationale I Journée 1 | ES Sétif | 2-1 | JS Kabylie |               |
|                       |          |     |            | Arbitrage : ? |

| Nationale I Journée 2 | JS Kabylie | 2-1 | WA Tlemcen | Stade du 1er novembre (Tizi Ouzou) |
|                       |            |     |            | Arbitrage : ?                      |

| Nationale I Journée 3 | MC Oran | 1-1 | JS Kabylie | Stade du 1er novembre (Tizi Ouzou) |
|                       |         |     |            | Arbitrage : ?                      |

| Nationale I Journée 4 | JS Kabylie | 1-0 | USM Alger |               |
|                       |            |     |           | Arbitrage : ? |

| Nationale I Journée 5 | USM Blida | 2-0 | JS Kabylie | Stade du 1er novembre (Tizi Ouzou) |
|                       |           |     |            | Arbitrage : ?                      |

| Nationale I Journée 6 | JS Kabylie | 1-1 | CA Batna |               |
|                       |            |     |          | Arbitrage : ? |

| Nationale I Journée 7 | USM Annaba | 1-0 | JS Kabylie | Stade du 1er novembre (Tizi Ouzou) |
|                       |            |     |            | Arbitrage : ?                      |

| Nationale I Journée 8 | JS Kabylie | 3-0 | MO Constantine |               |
|                       |            |     |                | Arbitrage : ? |

| Nationale I Journée 9 | CR Belouizdad | 2-0 | JS Kabylie | Stade du 1er novembre (Tizi Ouzou) |
|                       |               |     |            | Arbitrage : ?                      |

| Nationale I Journée 10 | JSM Bejaïa | 0-0 | JS Kabylie | Stade du 1er novembre (Tizi Ouzou) |
|                        |            |     |            | Arbitrage : ?                      |

| Nationale I Journée 11 | JS Kabylie | 2-1 | MC Alger |               |
|                        |            |     |          | Arbitrage : ? |

| Nationale I Journée 12 | JS Kabylie | 1-0 | ES Sétif |               |
|                        |            |     |          | Arbitrage : ? |

| Nationale I Journée 13 | WA Tlemcen | 2-2 | JS Kabylie | Stade du 1er novembre (Tizi Ouzou) |
|                        |            |     |            | Arbitrage : ?                      |

| Nationale I Journée 14 | JS Kabylie | 0-0 | MC Oran |               |
|                        |            |     |         | Arbitrage : ? |

| Nationale I Journée 15 | USM Alger | 1-0 | JS Kabylie | Stade du 1er novembre (Tizi Ouzou) |
|                        |           |     |            | Arbitrage : ?                      |

| Nationale I Journée 16 | JS Kabylie | 2-0 | USM Blida |               |
|                        |            |     |           | Arbitrage : ? |

| Nationale I Journée 17 | CA Batna | 2-0 | JS Kabylie | Stade du 1er novembre (Tizi Ouzou) |
|                        |          |     |            | Arbitrage : ?                      |

| Nationale I Journée 18 | JS Kabylie | 1-1 | USM Annaba |               |
|                        |            |     |            | Arbitrage : ? |

| Nationale I Journée 19 | MO Constantine | 5-1 | JS Kabylie | Stade du 1er novembre (Tizi Ouzou) |
|                        |                |     |            | Arbitrage : ?                      |

| Nationale I Journée 20 | JS Kabylie | 1-1 | CR Belouizdad |               |
|                        |            |     |               | Arbitrage : ? |

| Nationale I Journée 21 | JS Kabylie | 1-0 | JSM Bejaïa |               |
|                        |            |     |            | Arbitrage : ? |

| Nationale I Journée 22 | MC Alger | 1-1 | JS Kabylie | Stade du 1er novembre (Tizi Ouzou) |
|                        |          |     |            | Arbitrage : ?                      |

## Coupe de la CAF 2000
La JSK participe de nouveau à la coupe d'Afrique, après sa dernière apparition en Coupe d'Afrique des clubs champions de l'édition 1996, il y a de cela quatre ans.
Après avoir terminé la saison 1998-1999 à la deuxième place du championnat et s'être arrêtée en demi-finale de Coupe d'Algérie de football, la JS Kabylie entamera cette saison 1999-2000  par une participation en Coupe de la CAF.
Il s'agit là de sa première participation à la C3, mais sa treizième toute compétitions africaines confondues.
Le tirage au sort des seizièmes de finale de la compétition a désigné pour adversaire le club tchadien de l'Aslad Moundou.
En effet, à la suite du forfait de celui-ci, la JS Kabylie passe donc sans encombre le prochain tour, et est confrontée au club congolais du nom de TP Mazembe. Elle débute donc véritablement sa campagne africaine au stade des huitièmes de finale.
Elle l'emporte largement et se qualifie pour les 1/4 de finale qui se joueront la saison prochaine car la compétition se déroule sur l'année civile.
| Match   | Tour               | Club       | Aller   | Total   | Retour  | Club          | Match   | Buteur de la JSK               |
| ------- | ------------------ | ---------- | ------- | ------- | ------- | ------------- | ------- | ------------------------------ |
| 71 (01) | Seizième de finale | JS Kabylie | Forfait | Forfait | Forfait | Aslad Moundou | 72 (02) |                                |
| 73 (03) | Huitième de finale | JS Kabylie | 5-0     | 5-2     | 0-2     | TP Mazembe    | 74 (04) | Moussouni , Gasmi , Saib Ramzi |

## Buteurs
| Joueurs          | Championnat | Coupe d'Algérie | Coupe de la CAF | Total |
| ---------------- | ----------- | --------------- | --------------- | ----- |
| Hocine Gasmi     | 6           | 0               | 1               | 7     |
| Fawzi Moussouni  | 4           | 0               | 3               | 7     |
| Farid Ghazi      | 0           | 4               | 0               | 4     |
| Driouèche        | 2           | 1               | 0               | 3     |
| Boubrit          | 0           | 2               | 0               | 2     |
| Benhamlat        | 0           | 2               | 0               | 2     |
| Saib Ramzi       | 0           | 0               | 1               | 1     |
| Slimane Raho     | 1           | 0               | 0               | 1     |
| Brahim Zafour    | 0           | 1               | 0               | 1     |
| Mourad Ait Tahar | 0           | 1               | 0               | 1     |
| Ibouene          | 0           | 1               | 0               | 1     |
| Total            | 13          | 12              | 5               | 30    |